# McCartney (album)
McCartney je první sólové album Paula McCartneyho, které bylo vydáno 17. dubna 1970 ve Spojeném království.
Zajímavé na tomto albu je, že McCartney všechny nástroje a hlasy, až na některé doprovodné vokály od jeho první ženy, Lindy McCartney nahrál sám.
Podle svých slov hrál McCartney na "baskytaru, bicí, kytaru, akustickou kytaru, piano, mellotron, varhany,
dětský xylofon a luk a šíp." Dále je zajímavé také zahrnutí velkého množství instrumentálních skladeb.

## Historie
Vývoj alba McCartney probíhal před rozpadem Beatles. Paul ho nahrával od listopadu 1969 do března 1970 ve svém londýnském domě, v Morgan Studios a v Abbey Road Studios (pod pseudonymem "Billy Martin"). Své nástroje si vozil s sebou, stejně jako čtyřstopý magnetofon Studer. Na magnetofon McCartney jako první zaznamenal píseň "The Lovely Linda", aby zařízení otestoval a poté pokračoval ve skládání a nahrávání dalšího materiálu. V březnu 1970, kdy současně Phil Spector začal remixovat pásky Let It Be, bylo album McCartney dokončeno.
Ostatní členové Beatles si uvědomili, že McCartney bylo v rozporu s blížícím se vydáním alba a filmu Let It Be. Ringo Starr, jehož vlastní první album bylo téměř připraveno k vydání, byl poslán požádat McCartneyho, aby svůj sólový debut odložil. McCartney to odmítl s odůvodněním, že to musí udělat, aby se prosadil sám.
Dne 10. dubna, McCartney veřejně oznámil svůj odchod od Beatles v podobě smyšleného rozhovoru, který s ním udělal Peter Brown. Rozhovor vyšel v příloze alba McCartney.
Jedna z nejpozoruhodnějších písní na albu je "Maybe I'm Amazed", je to jedna z mnoha McCartneyho písní o lásce ke své první ženě. Píseň dosáhla č. 10 v Billboard Hot 100 po vydání na albu Wings over America v roce 1976. McCartney prozradil, že mu Linda byla nápomocna při upevňování jeho naděje a důvěry při tvorbě nového alba a pomáhala mu se dostat z jeho depresí, které měl ze ztráty Beatles.
V roce 1993 bylo album McCartney předěláno a znovu vydáno na CD jako součást "Paul McCartney Collection".
V roce 2011 bylo album znovu předěláno a opětovně vydáno na CD jako součást "The Paul McCartney Archive Collection". Tato kolekce navíc obsahuje bonusové skladby a DVD.

## Úspěch
Album se dostalo na první příčku ve Spojených státech v hitparádě Billboardu, kde se drželo po dobu tří týdnů, nakonec za něj McCartney získal dvě platinové desky. A to i navzdory skutečnosti, že k podpoře alba nevznikl žádný singl, promo video nebo turné. Ve Spojeném království se album dostalo na druhou příčku, kde vydrželo tři týdny.
Krátce po vydání alba, označil George Harrison "Maybe I'm Amazed" a "That Would Be Something" jako výborné songy a ostatní skladby jako přiměřené. John Lennon v rozhovoru pro Rolling Stone uvedl, že vzhledem k McCartneyho sklonu k náročnému perfekcionismu ve studiu při nahráváních Beatles, byl překvapen nedostatečnou kvalitou alba, Lennon také album negativně porovnával se svým debutovým albem John Lennon/Plastic Ono Band.
Když vyšla nová předělaná verze alba v roce 2011 jako součást kolekce "The Paul McCartney Archive Collection" album opět vystoupalo v grafech ve Velké Británii, Nizozemí, Francii a Japonsku.

## Seznam skladeb
Všechny skladby napsal Paul McCartney.

### Strana jedna
1. The Lovely Linda – 0:42
2. That Would Be Something – 2:37
3. Valentine Day – 1:40
4. Every Night – 2:30
5. Hot as Sun/Glasses – 2:06
6. Junk – 1:54
7. Man We Was Lonely – 2:57

### Strana dvě
1. Oo You – 2:47
2. Momma Miss America – 4:04
3. Teddy Boy – 2:22
4. Singalong Junk – 2:34
5. Maybe I'm Amazed – 3:49
6. Kreen-Akrore – 4:14

### Reedice alba z roku 2011
V roce 2011 bylo album předěláno a vydáno na CD jako součást "The Paul McCartney Archive Collection". Kolekce navíc obsahuje bonusové skladby, DVD a také knížku, která obsahuje dříve nepublikovatelné fotografie a poznámky k nahrávce.

### Disk 1: Originální album
Původních třináct skladeb.

### Disk 2: Bonusové skladby (dosud nevydané)
1. Suicide (Outtake) - 2:48
2. Maybe I'm Amazed [From the One Hand Clapping Video - 1974] - 4:53
3. Every Night [Live At Glasgow, 17 December 1979] - 4:30
4. Hot As Sun [Live At Glasgow, 17 December 1979] - 2:27
5. Maybe I'm Amazed [Live At Glasgow, 17 December 1979] - 5:11
6. Don't Cry Baby - Instrumental version of Oo You - 3:07
7. Women Kind (Demo) [Mono] - 2:09

### DVD: Bonusové videa
1. The Album Story
2. The Beach
3. Maybe I'm Amazed Music Video
4. Suicide [from One Hand Clapping]
5. Every Night [Live at Concert for the People of Kampuchea]
6. Hot As Sun [Live at Concert for the People of Kampuchea]
7. Junk [MTV Unplugged]
8. That Would Be Something [MTV Unplugged]

## Sestava
- Paul McCartney – zpěv, baskytara, bicí, kytara, akustická kytara, piano, mellotron, varhany, dětský xylofon, luk a šíp
- Linda McCartney - zpěv